# Tmesisternus geelvinkianus
Tmesisternus geelvinkianus är en skalbaggsart som beskrevs av Raffaello Gestro 1876. Tmesisternus geelvinkianus ingår i släktet Tmesisternus och familjen långhorningar. Inga underarter finns listade i Catalogue of Life.